# Cristine Lassen
Cristine Storm Lassen (født Kristine Roug 12. marts 1975) er en dansk tidligere sejler. Hun var aktiv som eliteudøver inden for sejlsport fra 1990 til 2000, hvor hun vandt guld ved Sommer-OL 1996.
I sommeren 1994 vandt Roug sit første verdensmesterskab i La Rochelle i Frankrig. Få uger efter var vandt hun VM arrangeret af World Sailing. Fire år senere vandt hun det næste verdensmesterskab i Dubai.
Dagbladet Politiken kårede hende i 1994 til "Årets Fund".
Januar 1995 vandt hun for anden gang et verdensmesterskab - denne gang i europajolle i New Zealand. Dette gentog hun så i 2000 til verdensmesterskabet i Brasilien
I 1995 vandt Kristine TV 2's "Stjernetræf".
Roug indstillede sejlsportskarrieren efter Sommer-OL 2000. Hun tog bachelorgraden i idræt på Københavns Universitet i 2003.